# جان لسلی
جان لسلی نوزو (به انگلیسی: John Leslie؛ زادهٔ ۲۵ ژانویهٔ ۱۹۴۵ – درگذشتهٔ ۵ دسامبر ۲۰۱۰) بازیگر، کارگردان و تهیه‌کننده فیلم‌های پورنوگرافی اهل ایالات متحده آمریکا بود. وی که معمولاً با نام جان لسلی شناخته می‌شد، با نام‌های مستعار مختلفی از جمله جان لسلی دوپر، فردریک واتسون، و لنی لاولی نیز فعالیت می‌کرد.